# Oštrina vida
Oštrina vida je sposobnost oka da razlikuje fine detalje i da jasno vidi dve odvojene tačke. Kvantitativno se određuje merenjem sposobnosti oka da uoči sliku u fokusu na određenoj udaljenosti.  Vidna oštrina najčešće se određuje Snellenovim optotipom, prvo na desnom, potom na levom oku.
Ukoliko se radi o predškolskoj deci ili nepismenim osobama za ispitivanje vidne oštrine koristi se Pfluegelova kukica „E” ili Landoldtov prsten različitih veličina i za koje ispitanik dete pokazuje prstićima gde je kukica okrenuta, odnosno gde je prekinut prsten. Na sličan način, kod još mlađe dece, a na osnovu veličine sličica i udaljenosti, sa koje se vrši ispitivanje vida, određuje se oštrina vida.

## Istorijat
Definicija oštrine vida u oftalmologiji preuzeta je u iz astronomije, nakon što je Hoock 1705. godine utvrdio da u sto osoba nema ni jedne koja na vedrom noćnom nebu može da vidi dve zvezde kao odvojene ukoliko je rastojanje između njih manje od 1 minuta. Kasnije je taj minimalni ugao nazvan minimum separabile.
Ovaj ugao (minimum separabile) treba razlikovati od sledećih vidnih uglova još kasnije definisanih; 
- minimuma visibile (minimalna veličina da bi predmet bio uopšte opažen), koji je manji od 1 minuta
- minimum cognoscibile (ugao pod kojim se prepoznaje oblik) koji je veći i iznosi 5 minuta. Ovom uglu je jednak
- minimum legibile,  koji je jednak uglu minimum cognoscibile. Ovaj ugao se koristi prilikom čitanja brojeva i slova na testovima.

## Definicije
Oštrina vida
Pojam oštrine vida označava sposobnost oka da bistro vidi tj. da u određenom predmetu raspoznaje pojedinosti. Standardna definicija normalne oštrine vida (koja se brojčano izražava 20/20 ili 6/6) je zapravo sposobnost oka da jasno vidi i razlikuje dve tačke međusobno odvojene uglom od jedne lučne minute. Ova sposobnost oka zavisi od mnogih faktora koji se dele u tri grupe:
- vrste i različitosti predloženih predmeta
- sposobnost mrežnjače, vidnih puteva i optičkog centra da iskoristi stvorenu sliku u oku
- kvalitet optičkog preslikavanja u oku.

Vidni ugao
Najmanji ugao pod kojim prosečno oko vidi dve tačke kao odvojene iznosi 1' (jednu lučnu minutu) i naziva se minimum separabile. Taj ugao je fiziološki zadata veličinom štapića u makuli (žutoj mrlji). Da bi se dve tačke videle kao odvojene, mora biti nadražen barem po jedan štapić između kojih je barem jedan nenadraženi štapić.

## Faktori koji utiču na oštrinu vida
Postoji mnogo faktora koji utiču na rezultat koji se dobijaju nakon merenja oštrine vida nekog ispitanika (uslova pod kojim se koristi određeni test za oštrinu vida, motivisanost, inteligencija, starosti pacijenta itd). Jedan od najznačajnijih faktora je dijametar zenice, koji opet zavisi od iluminacije retine, što je direktno povezano sa uslovima pod kojima se izvodi test.
Veličina zenice
Ako je zenice mala javlja se efekat difrakcije, tj. raspršivanje svetlosne tačke u širi svetlosni snop, što dovodi do smanjenja funkcije vida. Sa druge strane, kod prevelikog dijametra zenice dolazi do aberacija na perifernom delu očnog sočiva, što suprotno o difrakcije dovodi do redukcije vida. To je zato što se procenat neparaksijalnih zraka koji formiraju lik na mrežnjači postaje veći.
Oštrina vida je najbolja za zenicu sa dijametrom 2–3 mm.  Ako pacijent ima veoma veliku zenicu, imaće i refraktivnu grešku, što se može manifestovati kao veliki zamagljeni krug na mrežnjači. Manja zenica eliminiše ekstremne vrednosti i obezbeđuje manji zamagljeni krug na mrežnjači tj. pacijentov vid će biti bolji, jasniji.
Veličina zenice se tokom ispitivanja može smanjiti i veštački i tako utvrditi da li to samnjenje poboljšava kvalitet pacijentovog vida. Ako do poboljšanja dođe onda očni lekar zna da pacijentu može da propiše naočare.
Godine starosti
Godine starosti donose utiču na brojne promene u strukturama oka. Sočivo postaje zamućenije (žućkasto), smanjuje se sposobnost akomodacije, redukuje se veličina zenice, itd. Svi navedeni faktori značajno utiču na oštrinu vida koja se tokom godina smanjuje.
Stariji pacijenti imaju mali dijametar zenice, što utiče na to da su oni manje osetljivi na male refraktivne greške. Zato kod starijih pacijenata lekar najčešće nema potrebe da menja naočare ako se radi o veoma maloj promeni u vidnoj oštrini. Posle šezdesete godine oštrina vida se smanjuje otprilike za jednu Snelenovu liniju otprilike.
Količina svetlosti koja dolazi do oka
Količina osvetljenosti oka bitno utiče na kvalitet vida. Veća osvetljenost daje veću oštrinu vida. Zbog toga je neophodno da ordinacija u kojoj se obavlja preglede ima konzistentnu svetlost, kako bi se izbeglo da razlike u osvetljenosti (naročito ako je osvetljenost manja), dovode do različitih rezultata.
Pri malom intezitetu osvetljenosti (skotopički uslovi), fotoreceptorsku ulogu preuzimaju štapići i sa povećanjem iluminacije raste i oštrina vida do nekog maksimuma za štapiće. Kako se iluminacija mrežnjače povećava, tada fotoreceptorsku ulogu preuzimaju čepići i polako prelaze na fotopičke uslove, u kojima se sa povećanjem iluminacije linearno povećava i oštrina vida.
Iz napred navedenog može se zaključiti da uslovi pod kojima se rade testovi za oštrinu vida moraju biti optimalni, kako bi iz njih proistekli i najbolji mogući rezultat za dobijanje trenutne oštrine vida kod ispitanika.

## Vidne tablice (optotip)
Na osnovu ugla od 1' izrađene su tablice za ispitivanje vidne oštrine ili optotipi. Na optotipu je 10 redova slova. Najveća su na vrhu, a prema dnu su sve manja slova. Slova su konstruirana tako da su upisana u kvadrat koji se sastoji od 5 x 5 kvadratića, tako da da gledana sa udaljenosti upisane uz svaki red slova, upadaju u oko pod uglom od 5', kako bi se nadražilo 5 x 5 štapića. 
Izračunavanje vidne oštrine
Vidna oštrina se izračunava po formuli:
V=d/D
U kojoj je:
- V = vidna oštrina
- d = udaljenost sa koje se vrši ispitivanje
- D = udaljenost sa koje normalno oko još raspoznaje slovo zadate veličine

Izrazi 20/20 i 6/6 dobijeni su od objekata standardne veličine koje „ispitanik normalnog vida“ vidi na određenoj udaljenosti.
Na primer, ako ispitanik na udaljenosti od 6 metara vidi predmet koji se i normalno može videti na udaljenosti od 6 metara, onda je oštrina vida te osobe 6/6. Ako ispitanik na 6 metara vidi predmet koji normalna osoba vidi na 12 metara, onda je oštrina vida te osobe 6/12. 
Ako isptanik ima problema sa uočavanjem predmeta na većoj udaljenosti, tj. tek na 6 metara vidi ono što normanlna osoba vida na 60 metara, onda je vid te osobe 6/60. Izraz 20/20 češće se upotrebljava u SAD i označava udaljenost u stopama.

## Merenje vidne oštrine
| Način merenja vidne oštrine                                | Raspon vidne oštrine           | Tumačenje |
| ---------------------------------------------------------- | ------------------------------ | --- |
| Optotip                                                    | 1,0 - 0,1                      | U praksi se najčešće koriste Snellenove tablice za udaljenost od 6 m, sa deset redova. U prvom redu je slovo koje odgovara vidnoj oštrini od 6/60 odnosno 0,1 normalnog vida. Drugi red odgovara 0,2, vida, deseti red iznosi 6/6 = 1 (odgovara prosečnom vidu), a najdonji, trinaesti red, odgovara vidnoj oštrini od 1,3 (oštrina vida veća od prosečne, i često se sreće kod dece). Ako pacijent ne vidi najveće slovo, znači da mu je vidna oštrina manja od 0,1. Tada se ispituje na kojoj udaljenosti može brojati prste ispitivača. |
| Brojanje prstiju                                           | 5/60 - 0,3/60                  | Ako pacijent ne vidi najveće slovo, vidna oštrina ispitanika je manja od 0,1. Tada se ispituje na kojoj udaljenosti može brojati prste ispitivača (prosečno oko može brojati prste na udaljenosti od 60 m). Ako ih pacijent broji na udaljenosti od 5 m, onda mu je vidna oštrina 5/60. Ako pacijent ne može brojati prste na udaljenosti od 30 cm (vidna oštrina je manja od 0,3/60), vid se ispituje mahanjem ruke ispred oka. |
| Baterijsko svetlo u tamnoj prostoriji                      | < 0,3/60                       | Ako pacijent ne opaža mahanje ruke, ispituje se ima li osećaj svetlosti (tj razlikuje li svetlo od tame) i, ako ima, je li projekcija uredna |
| Pacijent ne može sa sigurnošću reći je li tama ili svjetlo | Percepcija i projekcija svetla | U zamračenoj prostoriji pacijent upire pogled pravo ispred sebe, i na udaljenosti od 1 m ispitivač mu pokazuje baterijsko svetlo u četiri kvadranta. Projekcija svetla može biti uredna, a može biti očuvana samo u nekim kvadrantima. |
| Bez percepcije svetla                                      | Slepoća                        | |

Kod ispitivanja vida u bolesničkom krevetu umesto Snellenove tablice koristi se Jaegerov optotip za čitanje na blizinu.
Ukoliko u ambulanti ne postoji optotip mogu poslužiti i novine - jer čitanje novinskog teksta odgovara vidnoj oštrini od oko 0,5.

## Literatura
- K. Čupak, „Oftalmologija”. Jugoslovenska medicinska naklada.
- Biga S. Blagojević M, Cvetković D. Litričin O. Parunović A. Savićević M. Tomašević M., Oftalmologija, Medicinska knjiga, Beograd, 1983.
- B. Vukov, M. Blagojević, O. Jovičić ,Lj. Jojić, Strabizam i ambliopija, Institut za stručno usavršavanje i specijalizaciju zdravstvenih radnika – Beograd,1974.
- M. Bijedić, B. Matilović, M. Milićević, S. Čupić, R. Alajbegović, Lj. Milanović, V. Kojović, Očne bolesti, ”Svjetlost” OOUR Zavod za udžbenike i nastavna sredstva Sarajevo,1982.
- Nikola Smiljanić, Ispitivanje vidnih funkcija, Zavod za udžbenike i nastavna sredstva, Beograd,2001.
- Aleksandar Parunović, Dobrosav Cvetković i saradnici, Korekcija refrakcionih anomalija oka, Naočare, kontaktna sočiva, operacije, Zavod za udžbenike i nastavna sredstva, Beograd,1995

## Spoljašnje veze
- Optotip: Vidna tabla za testiranje vida Архивирано на веб-сајту  (20. децембар 2016) (језик: хрватски)

|  | Molimo Vas, obratite pažnju na važno upozorenje u vezi sa temama iz oblasti medicine (zdravlja). |